# Fabien Frankel
Fabien Joseph Frankel (* 6. April 1994 in London) ist ein britisch-französischer Schauspieler. Durch die Rolle des Ser Criston Cole aus der Serie House of the Dragon erlangte er internationale Bekanntheit.

## Leben und Karriere
Fabien Frankel wurde als Sohn des Schauspielers Mark Frankel und dessen französischer Ehefrau Caroline Besson in London geboren. Sein Vater starb im Alter von 34 Jahren bei einem Motorradunfall, als sein  Sohn im Kleinkindalter war und seine Frau gerade mit dem zweiten Sohn schwanger war. Fabien wurde zweisprachig erzogen. Nach dem Schulabschluss studierte er an der  London Academy of Music and Dramatic Art in seiner Heimatstadt, die er 2017 abschloss. Er ist unter anderem im Schwert- und Bühnenkampf trainiert.
Nach seinem Abschluss stand Frankel 2017 am Londoner Charing Cross Theatre für das Stück The Knowledge in der Rolle des Chris auf der Bühne. 2019 war er als Fabien im Spielfilm Last Christmas erstmals vor der Kamera zu sehen. Im selben Jahr wurde eine Pilotepisode für ein Sequel zur Polizeiserie New York Cops – NYPD Blue mit ihm als Theo Sipowicz in der Hauptrolle abgedreht. Die Serie wurde schließlich nicht in Auftrag gegeben. 2021 war er als Dominique Renelleau in der britischen Thriller-Miniserie Die Schlange zu sehen. Kurz darauf wurde er für die Serie House of the Dragon, die eine Vorgeschichte zur erfolgreichen Serie Game of Thrones aus dem Hause HBO darstellt, für die Rolle des Ritters Ser Criston Cole besetzt. Die Serie feierte am 21. August 2022 Premiere und machte ein internationales Publikum auf ihn aufmerksam.

## Filmografie (Auswahl)
- 2019: Last Christmas
- 2019: New York Cops – NYPD Blue (NYPD Blue, Fernsehfilm, Pilotepisode)
- 2021: Die Schlange (The Serpent, Miniserie, 4 Episoden)
- 2021: An Uncandid Portrait (Fernsehserie, eine Episode)
- seit 2022: House of the Dragon (Fernsehserie)